# Plasencia de Jalón (kommunhuvudort)
Plasencia de Jalón är en kommunhuvudort i Spanien.   Den ligger i provinsen Provincia de Zaragoza och regionen Aragonien, i den nordöstra delen av landet, 250 km nordost om huvudstaden Madrid. Plasencia de Jalón ligger 275 meter över havet och antalet invånare är 366.
Terrängen runt Plasencia de Jalón är huvudsakligen platt, men åt sydost är den kuperad. Plasencia de Jalón ligger nere i en dal. Runt Plasencia de Jalón är det tätbefolkat, med 297 invånare per kvadratkilometer. Närmaste större samhälle är Utebo, 19,4 km öster om Plasencia de Jalón. Trakten runt Plasencia de Jalón består till största delen av jordbruksmark.